# Rinkaby
Rinkaby is een dorp in de gemeente Kristianstad in de Zweedse provincie Skåne. Het heeft een oppervlakte van 111 hectare en een inwoneraantal van 745 (2010).
In 2011 werd de 22ste wereldjamboree voor scouts er gehouden.